# Urbain Muyldermans
Urbain Muyldermans (Mechelen, 4 juli 1883 - 14 mei 1962) was een Belgisch  en politicus voor de Liberale Partij (LP).

## Levensloop
Boekhouder van beroep, werd Muyldermans verkozen in 1946 als liberaal volksvertegenwoordiger voor het kiesarrondissement Mechelen. Hij vervulde dit mandaat tot in 1949. Hij werd toen verkozen tot senator voor het kiesarrondissement Mechelen-Turnhout van 1949 tot 1950. Van 1954 tot 1958 werd hij verkozen als provinciaal senator voor de provincie Antwerpen.
In 1927 behoorde hij tot het inrichtend comité van de tentoonstelling 'Toneelleven te Mechelen'.